# Amegilla talaris
Amegilla talaris es una especie de abeja excavadora perteneciente al género Amegilla, categorizada en la tribu Anthophorini, de la subfamilia Apinae.
Fue descrita científicamente por Pérez en 1895. La especie aparece registrada y publicada en una sección de Espèces Nouvelles De Mellifères De Barbarie (Diagnoses Prèliminaires) de 1985.
Mide 12-15 mm de longitud. El cuerpo es oscuro; la parte del abdomen presenta además bandas azules distintivas y brillantes. Se mantiene activa durante el día y habita en bosques, pastizales y áreas urbanas.

## Distribución
La especie se distribuye por Australia.